# Ngrojo
Ngrojo is een bestuurslaag in het regentschap Tuban van de provincie Oost-Java, Indonesië. Ngrojo telt 1661 inwoners (volkstelling 2010).